# Palasport Città di Vicenza

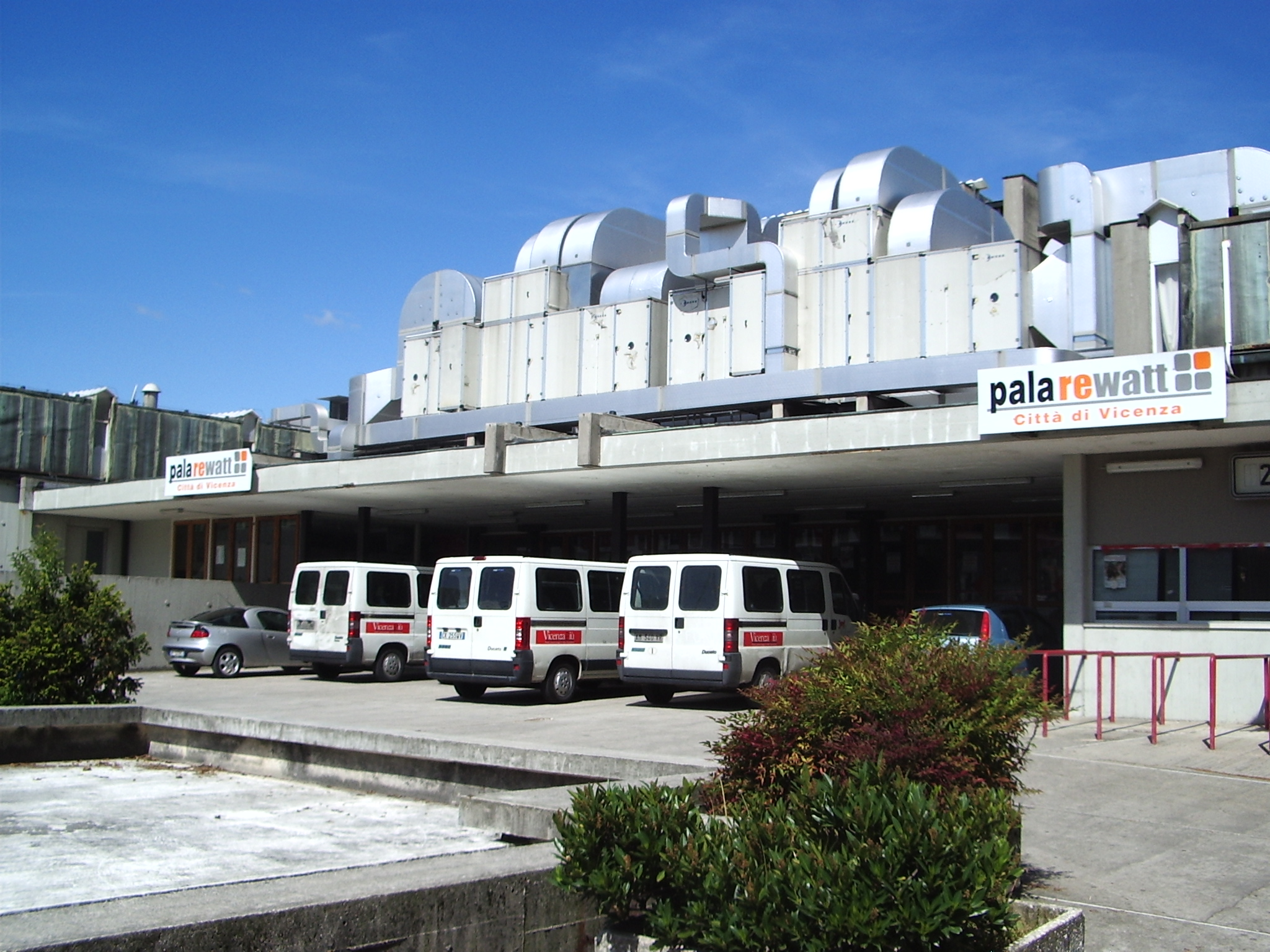
Palasport "Città di Vicenza - PalaRewatt"

Il palasport Città di Vicenza, noto come PalaGoldoni, è il principale palazzetto dello sport della città. 
Il palasport è stato inaugurato nel dicembre del 1972 con il dramma Madre Coraggio e i suoi figli di Bertolt Brecht ed ha ospitato, nello stesso anno, i gruppi rock Gentle Giant, Black Sabbath e Jethro Tull. Accanto alle partite di basket delle squadre locali (maschile e femminile), il nuovo palazzetto si aprì molto anche alla cultura con la Tosca del soprano Marcella Pobbe e con Giselle di Carla Fracci unito a presenze sportive di rilievo come gli Harlem Globetrotters. Il 20 novembre 1981, in un Palazzetto gremito, si tenne un memorabile concerto beethoveniano dell'Orchestra Sinfonica di Berlino Est, diretta da Günther Herbig con la pianista solista Annerose Schmidt.
Una data storia per il palazzetto è il 13 marzo 1983, giorno in cui la squadra di basket femminile (la Zolu Vicenza) diventa campione d'Europa per la prima volta.
È stato utilizzato principalmente dalle società di pallacanestro A. S. Vicenza (femminile) e Pallacanestro Vicenza (maschile) e dalla fine degli anni 1990 anche dalla squadra di pallavolo femminile (il Vicenza Volley dell'allora direttore e presidente Giovanni Coviello) e successivamente dalla società pallavolistica femminile di serie A2 e da tutte le squadre giovanili del gruppo Joy Volley Vicenza (fino al fallimento della società), oltre che per eventi e saggi di ginnastica artistica e ritmica.
In questo palazzetto nel 2001 la Veneto Banca Minetti Vicenza vinse la Coppa CEV e la Supercoppa Italiana battendo in entrambi casi per 3-0 la Foppapedretti Bergamo.
Oggi il palasport di Vicenza ospita le gare sia di pallavolo, sia di pallacanestro: Anthea Vicenza Volley, club militante in serie A2 femminile, Pallacanestro Vicenza (serie B maschile) e AS Vicenza (serie A2 femminile).
All'inizio della stagione 2019-2020 i dirigenti della società di basket femminile AS Vicenza (serie A2) hanno proposto al sindaco e all'assessore allo sport del Comune di Vicenza di avviare le pratiche per intitolarlo ad Antonio Concato, fondatore e presidente della società sportiva, deceduto il 22 settembre 2018.